# Alianza de la Izquierda Democrática
La Alianza de la Izquierda Democrática (en polaco: Sojusz Lewicy Demokratycznej, SLD) fue el principal partido político de izquierda en Polonia. Fue fundado el 15 de abril de 1999 y al momento de su disolución constituía la tercera fuerza política en el Sejm, la cámara baja de la Asamblea Nacional de la República.
La mayor parte de sus miembros habían sido miembros del SdRP (Socjaldemokracja Rzeczypospolitej Polskiej, el Partido Social Demócrata de Polonia). La SdRP y otros partidos socialistas y socialdemócratas formaron una coalición de izquierdas llamada Sojusz Lewicy Demokratycznej (1991-1999). En 1999 la coalición se convirtió en un partido, pero perdió a algunos miembros. La coalición fue establecida por antiguos militantes del Partido Obrero Unificado Polaco (POUP), que gobernó Polonia antes de 1989. El POUP fue un partido comunista, pero posteriormente la SLD fue un partido socialdemócrata a favor del ingreso en la Unión Europea. Una coalición entre SLD y PSL gobernó Polonia entre 1993 y 1997 y entre 2001 y 2003.
En 2021 la SLD se fusionó con el partido Primavera para formar la Nueva Izquierda.

## Resultados electorales
|  | 41,05 % |

|  | 11,31 % |

|  | 13,15 % |

|  | 8,24 % |

|  | 7,55 % |

|  | 12,56 % |

a Dentro de la coalición Izquierda Unida.
b Dentro de la coalición La Izquierda.